# Station Sakurai

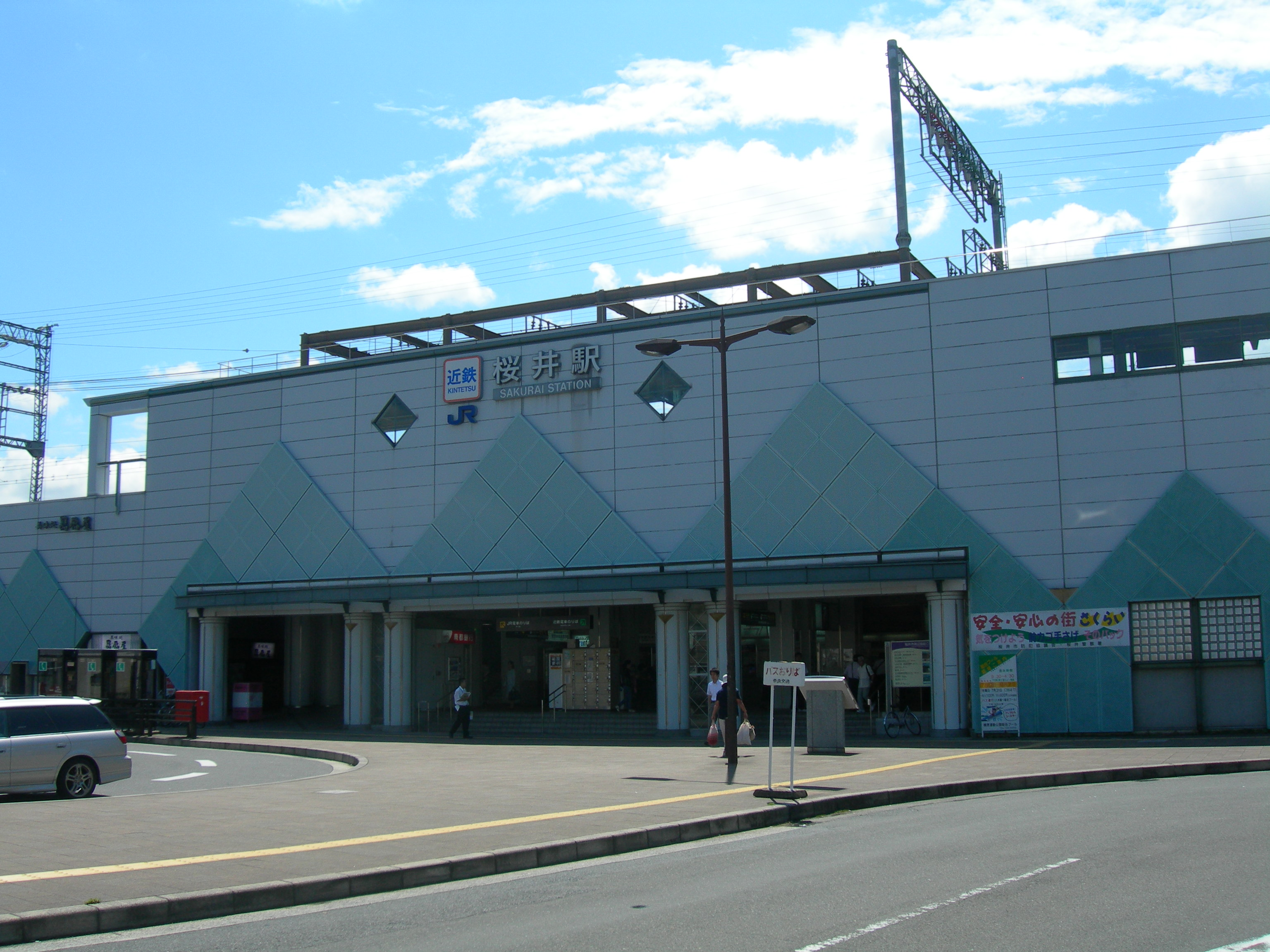
De noordzijde van het station.

Station Sakurai (桜井駅, Sakurai-eki) is een spoorwegstation in de Japanse stad Sakurai. Het wordt aangedaan door de Sakurai-lijn (Manyō-Mahoroba-lijn) (JR) en de Ōsaka-lijn (Kintetsu). Het station heeft vijf sporen, gelegen aan één eilandperron en een drie zijperrons. De spoorwegmaatschappijen hebben elk hun eigen perrons.

## Lijnen

### JR West
| 1   | ■ Sakurai-lijn | richting Takada        |
| 2,3 | ■ Sakurai-lijn | richting Tenri en Nara |

### Kintetsu
| 1 | ■ Ōsaka-lijn | richting Haibara, Nabari, Ise-Nakagawa, Ise-Shima en Nagoya |
| 2 | ■ Ōsaka-lijn | richting Yamato-Yagi en Ōsaka Uehommachi                    |

## Geschiedenis
Het station werd in 1893 geopend aan voormalige Ōsaka-spoorlijn. Sinds 1929 is het station verbonden met de voorloper van de Kintetsu Ōsaka-lijn. Tot 1958 stopten er ook treinen van de Yamato-spoorwegmaatschappij. Deze maatschappij ging in 1964 op in Kintetsu.

## Overig openbaar vervoer
Vanaf het station vertrekken er enkele stads- en streekbussen.
Nara · Kyōbate · Obitoke · Ichinomoto · Tenri · Nagara · Yanagimoto · Makimuku · Miwa · Sakurai · Kaguyama · Unebi · Kanahashi · Takada